# Scoop 3
Scoop 3 è un album di raccolta del musicista britannico Pete Townshend, pubblicato nel 2001.

## Tracce

### Disco 1
1. Can You See The Real Me – 4:19
2. Dirty Water – 1:04
3. Commonwealth Boys – 3:40
4. Theme 015 – 0:42
5. Marty Robbins – 1:42
6. I Like It The Way It Is – 4:39
7. Theme 016 – 0:42
8. No Way Out (However Much I Booze) – 6:07
9. Collings – 2:36
10. Parvardigar (German Version) – 6:47
11. Sea and Sand – 5:02
12. 971104 Arpeggio Piano – 1:38
13. Theme 017 – 2:09
14. I Am Afraid – 2:30
15. Maxims For Lunch – 2:55
16. Wistful – 2:59
17. Eminence Front – 6:34
18. Lonely Words – 3:57

### Disco 2
1. Prelude 970519 – 0:39
2. Iron Man Recitative – 3:39
3. Tough Boys – 3:11
4. Did You Steal My Money? – 3:53
5. Can You Really Dance? – 3:47
6. Variations on Dirty Jobs – 4:40
7. All Lovers Are Deranged – 3:23
8. Elephants – 2:53
9. Wired to the Moon (Pt. 2) – 1:29
10. How Can You Do It Alone – 6:26
11. Poem Disturbed – 3:11
12. Squirm Squirm – 4:10
13. Outlive the Dinosaur – 3:39
14. Teresa – 4:38
15. Man and Machines – 3:48
16. It's In Ya – 5:32